# Starogradački Marof
Starogradački Marof falu Horvátországban Verőce-Drávamente megyében. Közigazgatásilag Pitomacsához tartozik.

## Fekvése
Verőcétől légvonalban 13, közúton 20 km-re északnyugatra, községközpontjától légvonalban 7, közúton 12 km-re keletre, Nyugat-Szlavóniában, a Drávamenti-síkságon, a Dráva jobb partján fekszik.

## Története
Az itt talált bronzkori leletek alapján bizonyíthatóan már több mint 2500 éve élnek emberek. A korabeli dokumentumok alapján az is bizonyosra vehető, hogy valahol a közelében középkori település is volt, melyet a 16. században és a megelőző századokban Luka, illetve Loka néven említenek. A mai település azonban csak a 19. század végén keletkezett néhány módosabb gradaci gazda birtokán. Az első időben még Novi Marof (azaz újmajor) volt a neve, 1900-ban ezen a néven írták össze először a lakosságát. Önálló településnek csak 1953 óta számítják, azelőtt a szomszédos Stari Gradac településrésze volt.
A településnek 1900-ban 53, 1910-ben 57 lakosa volt. 1910-ben a népszámlálás adatai szerint lakosságának 77%-a magyar, 23%-a horvát anyanyelvű volt. Az első világháború után 1918-ban az új szerb-horvát-szlovén állam, majd később (1929-ben) Jugoszlávia része lett. A háború után a település a szocialista Jugoszláviához tartozott. Önkéntes tűzoltóegyletét 1968-ban alapították. 1991-ben csaknem teljes lakossága (95%) horvát nemzetiségű volt. 1993-tól Verőce-Drávamente megye és Pitomacsa község része. 2011-ben a településnek 247 lakosa volt.

## Lakossága
| Lakosság változása | Lakosság változása | Lakosság változása | Lakosság változása | Lakosság változása | Lakosság változása | Lakosság változása | Lakosság változása | Lakosság változása | Lakosság változása | Lakosság változása | Lakosság változása | Lakosság változása | Lakosság változása | Lakosság változása | Lakosság változása |
| ------------------ | ------------------ | ------------------ | ------------------ | ------------------ | ------------------ | ------------------ | ------------------ | ------------------ | ------------------ | ------------------ | ------------------ | ------------------ | ------------------ | ------------------ | ------------------ |
| 1857               | 1869               | 1880               | 1890               | 1900               | 1910               | 1921               | 1931               | 1948               | 1953               | 1961               | 1971               | 1981               | 1991               | 2001               | 2011               |
| 0                  | 0                  | 0                  | 0                  | 53                 | 57                 | 43                 | 223                | 419                | 470                | 479                | 379                | 355                | 295                | 256                | 247                |

## Nevezetességei
A Rózsafüzér királynője tiszteletére szentelt kápolnája 2004-ben épült.

## Kultúra
A falu kulturális életének szervezője a KUD „Podravka” kulturális és művészeti egyesület 1998-ban alakult.

## Oktatás
A település iskolája 1946-ban nyílt meg. Ma már a pitomacsai Petar Preradović elemi iskolához tartozik, melynek kihelyezett területi iskolájaként működik.